# أندرياس هاس
أندرياس هاس (بالألمانية: Andreas Haas)‏ (20 أبريل 1982 في ألمانيا - ) هو لاعب كرة قدم ألماني في مركز الهجوم. شارك مع منتخب ألمانيا تحت 16 سنة لكرة القدم. أما مع النوادي، فقد لعب مع بوروسيا نوينكيرشن ونادي ساربروكن ونادي هوفنهايم ونادي هامبورغ 08 وSVN Zweibrücken ‏ ونادي إلفرسبيرغ ونادي بيرمازنز ونادي هسن كاسل.

## وصلات خارجية
- أندرياس هاس على موقع قاعدة بيانات كرة القدم.إي يو (الإنجليزية)
- أندرياس هاس على موقع بيانات كرة القدم. دي إي (الألمانية)
- أندرياس هاس على موقع عالم كرة القدم.نت (الإنجليزية)